# Nationaal park Timanfaya
Nationaal Park Timanfaya (Spaans: Parque nacional de Timanfaya) of Montañas del Fuego (letterlijk: vuurbergen) is een natuurgebied op Lanzarote, het gebied bestaat uit een uniek vulkanisch, "maan" landschap. Dit landschap ontstond door een vulkaanuitbarsting in 1730. Er is nog steeds sprake van vulkanische activiteit.

## Lava
Door de neergeslagen lava kan er in de omgeving van het Nationaal park Timanfaya een wijn met een bijzondere smaak verbouwd worden. Het gebied beslaat ongeveer 51 vierkante kilometer. Het is niet toegestaan zonder gids in het natuurgebied te wandelen.

## Toeristische mogelijkheden
Er zijn drie verschillende locaties aan de toegangsweg waar toeristische activiteiten plaatsvinden.

### Dromedaris-rit of wandeling
Bezoekers kunnen in een bus of op de rug van een dromedaris een gedeelte van het gebied bezoeken. Dit kan zonder aanmelding vooraf.
Een wandeling van 3 km over de Termesanaroute met gids duurt twee uur, waarbij twee groepjes ieder aan een kant beginnen, waarbij halverwege de sleutels van de busjes worden uitgewisseld. Deze wandeling moet twee maanden van tevoren worden aangevraagd en 48 uur van tevoren worden herbevestigd. Dit om te voorkomen dat te veel mensen in dit kwetsbare gebied komen.

### Bezoekerscentrum
Boven op een vulkaan is een bezoekerscentrum gesitueerd. Hier is het restaurant El Diablo gevestigd, ontworpen door César Manrique, waar op vulkanische warmte wordt gekookt. Dit centrum is met de auto bereikbaar na het betalen van een toegangsprijs bij de entree, waarbij een toeristische busrit van ongeveer 40 minuten door het vulkaanlandschap is inbegrepen.

### Museum
Een klein, gratis toegankelijk bezoekerscentrum/museum ligt aan de hoofdweg, het Centro de Visitantes e Interpretacio. Hier kan men informatie verkrijgen over de geschiedenis van het vulkanische gebied. Het moderne gebouw ligt deels ondergronds.

## Bereikbaarheid
Met de auto is het park bereikbaar via de LZ-67.

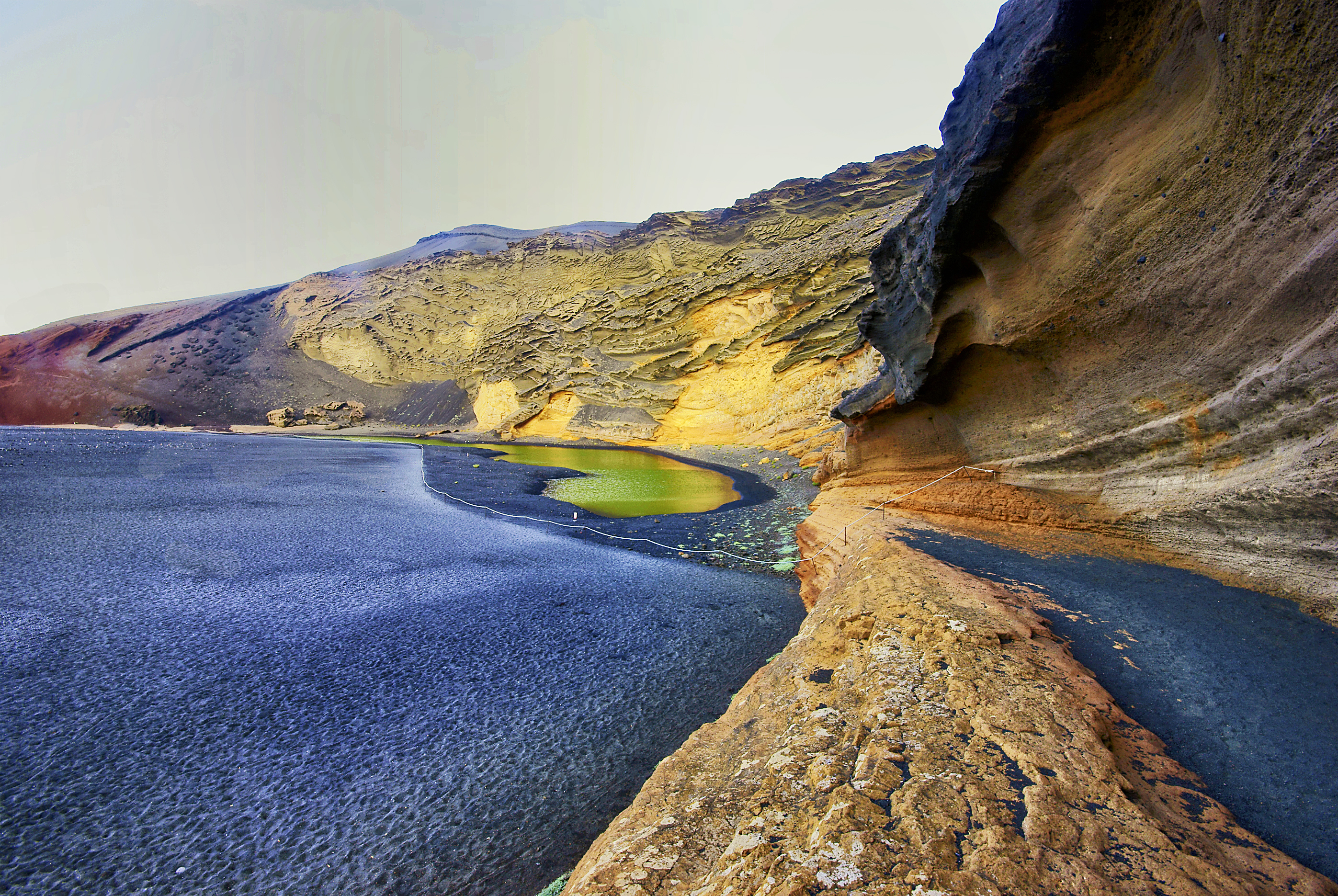
Charco de los Ciclos
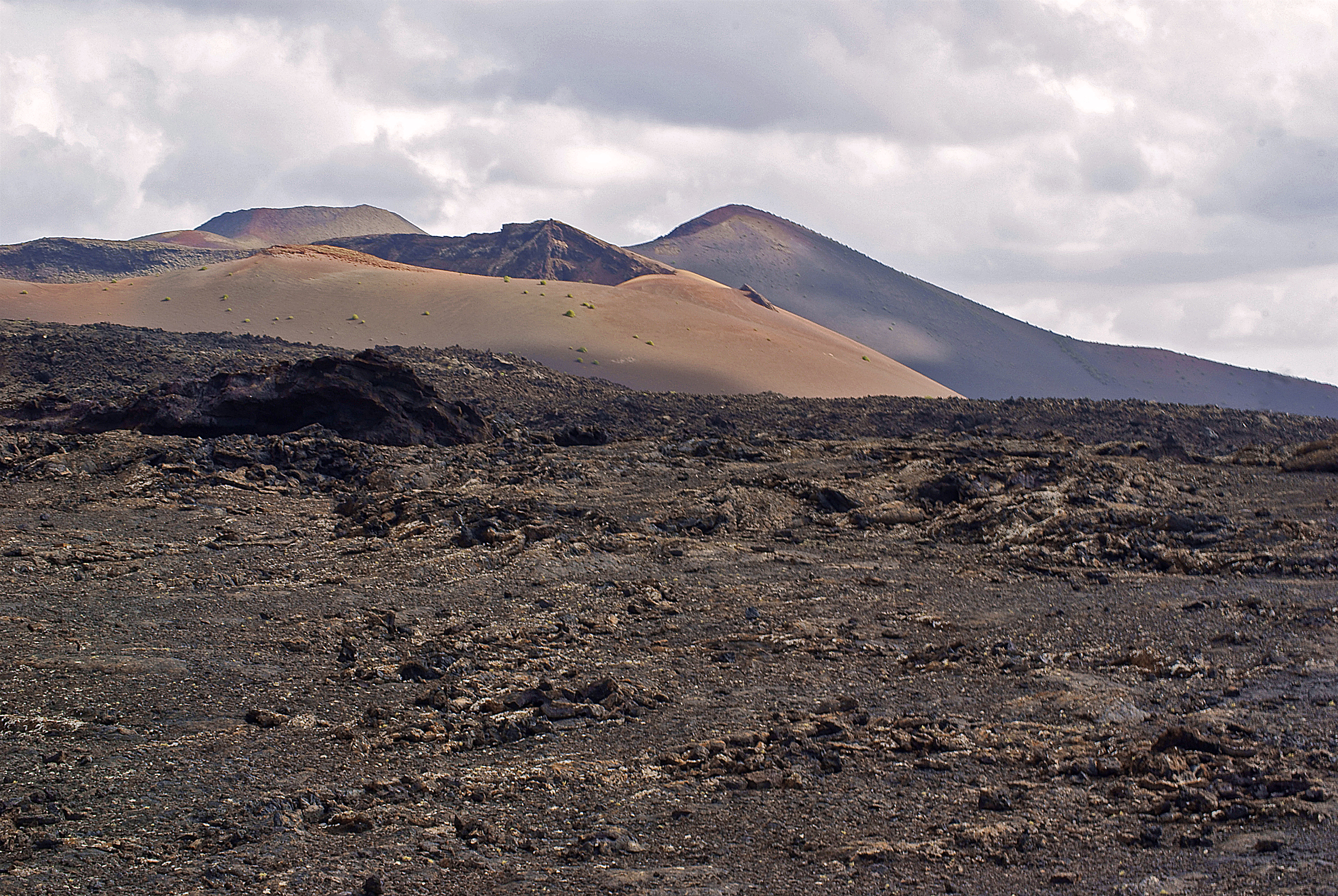
Timanfaya
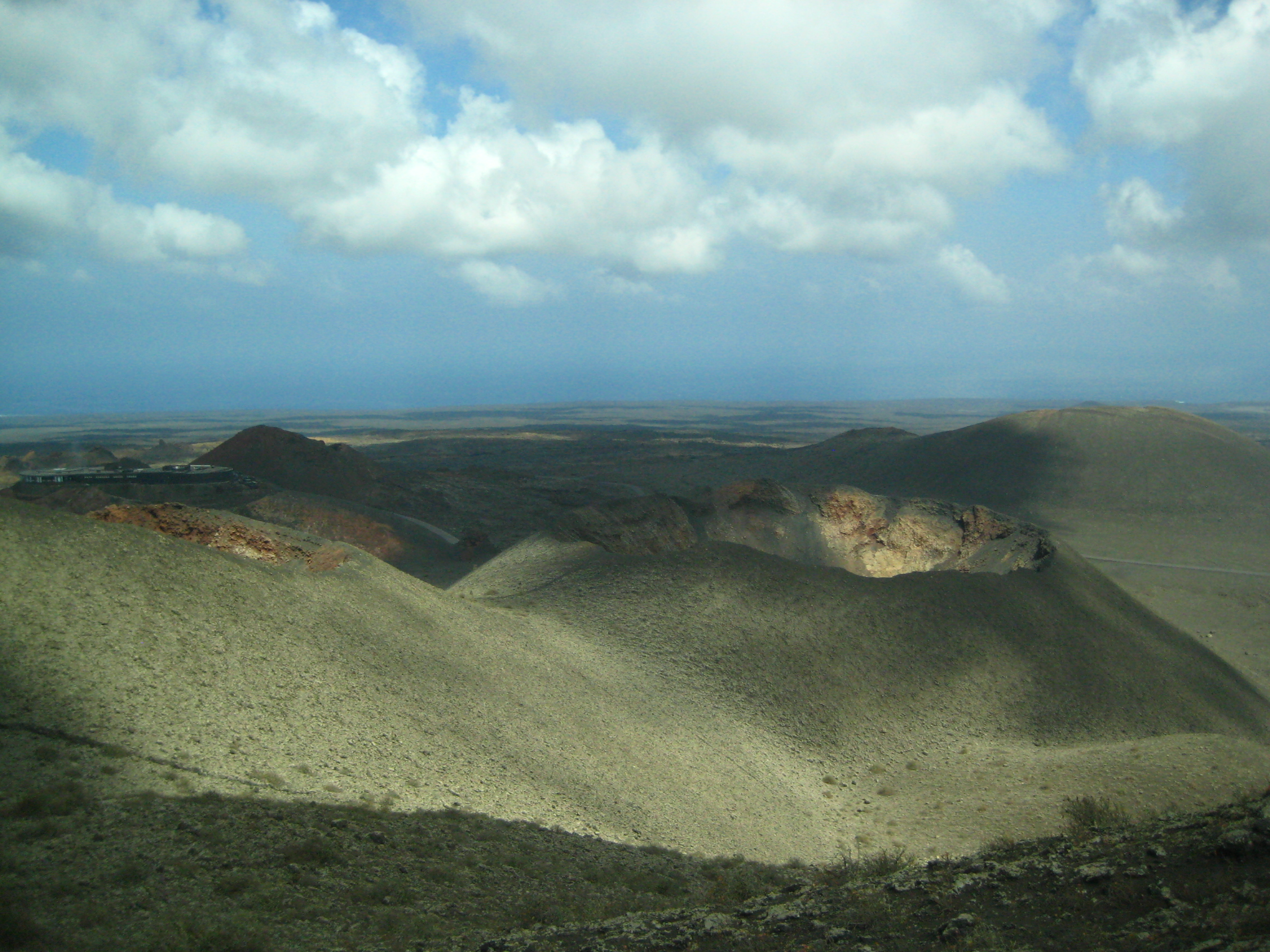
Timanfaya